# Salomón III (obispo de Constanza)
Salomón III (* hacia 860; † 5 de enero de 919 o 920) fue obispo de Constanza desde 890 hasta 919/920 y abad de San Galo.

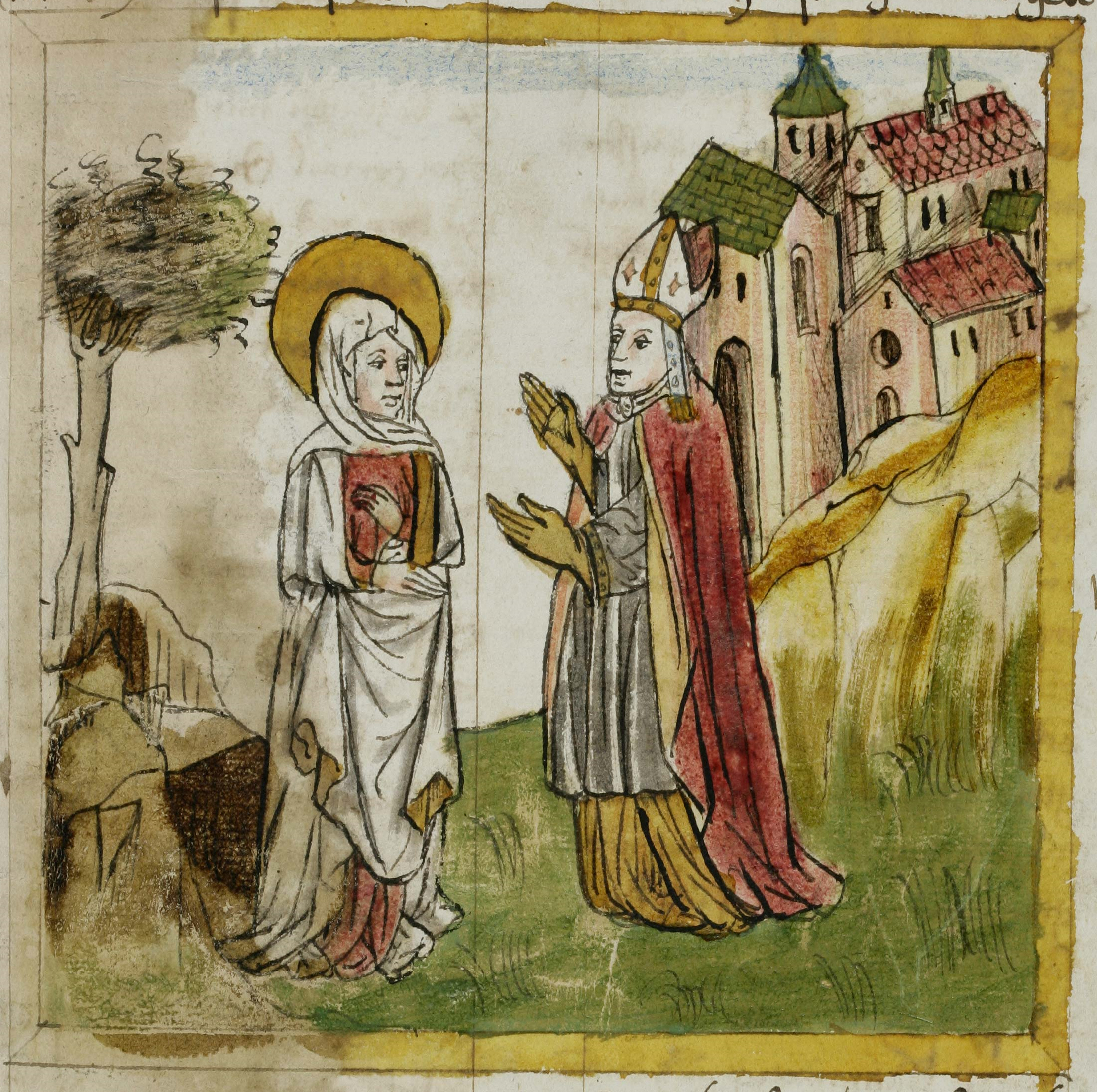
Salomón III con Santa Viborada

Era sobrino nieto del obispo Salomón I de Constanza († 871), sobrino de Salomón II y hermano de Waldo de Frisinga. Asistió a la escuela externa del monasterio de San Galo junto con su hermano, donde los monjes Ison y Notker "el Tartamudo" fueron sus maestros. Fue ordenado diácono en 884 y trabajó como notario o canciller de Carlos III el Gordo, como capellán de Arnulfo y como canciller de Luis IV y de Conrado I. En 890 Arnulfo le concedió el obispado de Constanza y nombrado abad del monasterio de San Galo. De los diferentes monarcas a los que sirvió obtuvo la concesión de diversos privilegios para el monasterio. A cierta distancia de la abadía fundó una iglesia dedicada a la Santa Cruz y a San Magno. Probablemente hizo reconstruir un palacio en su sede episcopal y acuñó denarios en su ceca.
Después de 899 escribió dos poemas epistolares dirigidos al obispo Dado de Verdún. En la primera epístola contiene una gran queja sobre el estado del imperio y la segunda epístola es una elegía sobre la muerte de su hermano.